# Europeada 2008.
Europeada je bila nogometno prvenstvo autohtonih nacionalnih manjina u Europi.
Održala se od 1. do 7. lipnja 2008. u Švicarskoj.
Izvorno je trebalo sudjelovati 20 izabranih sastava raznih nacionalnih manjina iz više europskih zemalja.

Većina istih su nepriznati kao samostalni nogometni savezi, nešto slično kao što su Viva World Cup i FIFI Wild Cup za globalne sastave.

Neki od izabranih sastava, kao što je velški (Cymdeithas Bêl-droed Cymru/Football Association of Wales), imaju svoje neovisne nogometne saveze, ali na ovom su turniru nastupili budući predstavljaju nacionalnu manjinu u Ujedinjenom Kraljevstvu.
Organizator je bila Savezna unija europskih manjina (SUEM). Turnir je nastao iz natječaja Švicarskog turističkog saveza, a na projektu su potom sudjelovale SUEM i retoromanska kulturna organizacija Lia Rumantscha.

## Kvalifikacije
Zbog inauguralnog statusa ovog turnira, sastave koji su se prijavili za ovaj turnir se izravno pustilo sudjelovati, bez kvalifikacijskih natjecanja.
Kao neispitani turnir, organizacijski kapacitet ovog turnira nije mogao biti isti kao milijarde dolara teške organizacije FIFA-e (proračun je iznosio 230 tisuća franaka).

### Sudionici
| Sastav                        | Prijašnja sudjelovanja1 |
| ----------------------------- | ----------------------- |
| Danci iz Njemačke             | prvo sudjelovanje       |
| Aromuni iz Rumunjske          | prvo sudjelovanje       |
| Retoromani iz Švicarske       | prvo sudjelovanje       |
| Nijemci iz Mađarske           | prvo sudjelovanje       |
| Nijemci iz Danske             | prvo sudjelovanje       |
| Sjeverni Frizijci iz Njemačke | prvo sudjelovanje       |
| Velšani iz Uj. Kraljevstva    | prvo sudjelovanje       |
| Nijemci iz Poljske            | prvo sudjelovanje       |
| Aromuni iz Rumunjske          | prvo sudjelovanje       |
| Južni Tirol                   | prvo sudjelovanje       |
| vojvođanski Hrvati            | prvo sudjelovanje       |
| Romi iz Mađarske              | prvo sudjelovanje       |
| Oksitanci iz Francuske        | prvo sudjelovanje       |
| Lužički Srbi iz Njemačke      | prvo sudjelovanje       |
| Hrvati iz Rumunjske           | prvo sudjelovanje       |
| Katalonci                     | prvo sudjelovanje       |
| Karačajevci iz Rusije         | prvo sudjelovanje       |
| Aromuni iz Makedonije         | prvo sudjelovanje       |
| Cimbri iz Italije             | prvo sudjelovanje       |

## Mjesta održavanja
Mjesta održavanja susreta su omanji stadioni u idućim švicarskim gradovima u kantonu Graubünden.
Trun, Sedrun, Laax, Schluein, Vella, Tavanasa, Trin, Ilanz, Domat-Ems i Chur.

## Rezultati
- nedjelja, 1. lipnja

| Skupina           | Sastav 1                 | Score | Sastav 2                     | Ishod | Mjesto1  |
| ----------------- | ------------------------ | ----- | ---------------------------- | ----- | -------- |
| skupina B/C 14:00 | Danci iz Njemačke        | 15    | Katalonci iz Španjolske      | 1     | Trun     |
| skupina A 17:00   | Retoromani               | 5     | Nijemci iz Mađarske          | 1     | Trun     |
| skupina D 17:00   | Nijemci iz Danske        | 19    | Sjevernofrizijke iz Njemačke | 4     | Sedrun   |
| skupina A 17:00   | Velšani                  | 0     | Nijemci iz Poljske           | 2     | Laax     |
| skupina B/C 17:00 | Aromuni                  | 0     | Južni Tirol                  | 3     | Schluein |
| skupina D 17:00   | Hrvati iz Srbije         | 0     | Romi iz Mađarske             | 2     | Vella    |
| skupina E 17:00   | Oksitanci iz Francuske   | 2     | Cimbri iz Italije            | 1     | Tavanasa |
| skupina E 17:00   | Lužički Srbi iz Njemačke | 4     | Hrvati iz Rumunjske          | 1     | Trin     |

- ponedjeljak, 2. lipnja

| Skupina           | Sastav 1               | Score | Sastav 2                     | Ishod | Mjesto1   |
| ----------------- | ---------------------- | ----- | ---------------------------- | ----- | --------- |
| skupina A 18:30   | Velšani                | 0     | Retoromani                   | 4     | Sedrun    |
| skupina A 18:30   | Nijemci iz Poljske     | 4     | Nijemci iz Mađarske          | 0     | Tavanasa  |
| skupina B/C 18:30 | Južni Tirol            | 3     | Danci iz Njemačke            | 0     | Ilanz     |
| skupina D 18:30   | Hrvati iz Srbije       | 12    | Nijemci iz Mađarske          | 1     | Trin      |
| skupina B/C 18:30 | Karačajevci iz Rusije  | 1     | Aromuni                      | 6     | Trun      |
| skupina D 18:30   | Romi iz Mađarske       | 46    | Sjevernofrizijke iz Njemačke | 1     | Domat-Ems |
| skupina E 18:30   | Oksitanci iz Francuske | 1     | Lužički Srbi iz Njemačke     | 2     | Shluein   |
| skupina E 18:30   | Cimbri iz Italije      | 0     | Hrvati iz Rumunjske          | 0     | Laax      |

- utorak, 3. lipnja

| Skupina           | Sastav 1                | Score | Sastav 2                     | Ishod | Mjesto1   |
| ----------------- | ----------------------- | ----- | ---------------------------- | ----- | --------- |
| skupina A 18:30   | Velšani                 | 3     | Nijemci iz Mađarske          | 3     | Vella     |
| skupina A 18:30   | Nijemci iz Poljske      | 3     | Retoromani                   | 1     | Ilanz     |
| skupina B/C 18:30 | Katalonci iz Španjolske | 0     | Aromuni                      | 19    | Domat-Ems |
| skupina B/C 18:30 | Karačajevci iz RUsije   | 1     | Južni Tirol                  | 7     | Sedrun    |
| skupina D 18:30   | Hrvati iz Srbije        | 21    | Sjevernofrizijke iz Njemačke | 2     | Laax      |
| skupina D 18:30   | Romi iz Mađarske        | 3     | Nijemci iz Danske            | 0     | Schluein  |
| skupina E 18:30   | Oksitanci iz Francuske  | 5     | Hrvati iz Rumunjske          | 0     | Tavanasa  |
| skupina E 18:30   | Cimbri                  | 0     | Lužički Srbi iz Njemačke     | 0     | Trun      |

- srijeda, 4. lipnja

| Skupina           | Sastav 1                | Score | Sastav 2              | Ishod | Mjesto1  |
| ----------------- | ----------------------- | ----- | --------------------- | ----- | -------- |
| skupina B/C 18:30 | Danci iz Njemačke       | 6     | Karačajevci iz Rusije | 1     | Sedrun   |
| skupina B/C 18:30 | Katalonci iz Španjolske | 0     | Retoromani            | 5     | Tavanasa |

#### Konačni poredak

##### Skupina A
| Sastav              | Ut | Bod | RP |
| ------------------- | -- | --- | -- |
| Nijemci iz Poljske  | 3  | 9   | 8  |
| Retoromani          | 3  | 6   | 6  |
| Velšani             | 3  | 1   | -6 |
| Nijemci iz Mađarske | 3  | 1   | -8 |

##### Skupina B/C
| Sastav                  | Ut | Bod | RP  |
| ----------------------- | -- | --- | --- |
| Južni Tirol             | 3  | 9   | 12  |
| Danci iz Njemačke(*)    | 3  | 6   | 16  |
| Aromuni                 | 3  | 6   | 21  |
| Karačajevci iz Rusije   | 3  | 0   | -16 |
| Katalonci iz Španjolske | 3  | 0   | -38 |

(*)Fair play chart bonus

##### Skupina D
| Sastav                       | Ut | Bod | RP  |
| ---------------------------- | -- | --- | --- |
| Romi iz Mađarske             | 3  | 9   | 50  |
| Hrvati iz Srbije             | 3  | 6   | 28  |
| Nijemci iz Danske            | 3  | 3   | 1   |
| Sjevernofrizijke iz Njemačke | 3  | 0   | -79 |

##### Skupina E
| Sastav                   | Ut | Bod | RP |
| ------------------------ | -- | --- | -- |
| Lužički Srbi iz Njemačke | 3  | 7   | 4  |
| Oksitanci iz Francuske   | 3  | 6   | 5  |
| Cimbri iz Italije        | 3  | 2   | -1 |
| Hrvati iz Rumunjske      | 3  | 1   | -8 |

### Četvrtzavršnica
| Nadnevak i vrijeme        | Sastav 1                 | Ishod | Sastav 2                    | Ishod | Mjesto1 |
| ------------------------- | ------------------------ | ----- | --------------------------- | ----- | ------- |
| četvrtak, 5. lipnja 18:30 | Nijemci iz Poljske       | 0     | Hrvati iz Srbije (#1)       | 2     | Laax    |
| četvrtak, 5. lipnja 18:30 | Romi iz Mađarske         | 5     | Retoromani (#2)             | 1     | Ilanz   |
| četvrtak, 5. lipnja 18:30 | Lužički Srbi iz Njemačke | 1     | Danci iz Njemačke (#3)      | 3     | Trin    |
| četvrtak, 5. lipnja 18:30 | Južni Tirol              | 2     | Oksitanci iz Francuske (#4) | 0     | Trun    |

### Poluzavršnica
| Nadnevak i vrijeme     | Sastav 1         | Ishod | Sastav 2               | Ishod | Mjesto1 |
| ---------------------- | ---------------- | ----- | ---------------------- | ----- | ------- |
| petak, 6. lipnja 18:30 | Hrvati iz Srbije | 5     | Danci iz Njemačke (#5) | 1     | Ilanz   |
| petak, 6. lipnja 18:30 | Romi iz Mađarske | 0     | Južni Tirol (#6)       | 4     | Sedrun  |

### Završnica
| Nadnevak i vrijeme      | Sastav 1         | Ishod | Sastav 2          | Ishod | Mjesto1 |
| ----------------------- | ---------------- | ----- | ----------------- | ----- | ------- |
| subota, 7. lipnja 10:00 | Romi iz Mađarske | 9     | Danci iz Njemačke | 0     | Chur    |
| subota, 7. lipnja 12:00 | Hrvati iz Srbije | 0     | Južni Tirol       | 1     | Chur    |

| Pobjednici              |
| ----------------------- |
| Južni Tirol Prvi naslov |

## Vanjske poveznice
- Europeada Službene stranice
- FUEN Krovna organizacija